# Monnina densa
Monnina densa är en jungfrulinsväxtart som beskrevs av Jules Émile Planchon, Amp; Linden och Hugh Algernon Weddell. Monnina densa ingår i släktet Monnina och familjen jungfrulinsväxter. Inga underarter finns listade i Catalogue of Life.